# Даючи їм придатки
«Даючи їм придатки» (англ. Giving Them Fits) — американська короткометражна кінокомедія режисера Хела Роача 1915 року.

## Сюжет
Люк, працює у взуттєвій крамниці, але він втрачає розум, коли красива дівчина заходить в магазин.

## У ролях
- Гарольд Ллойд — Люк
- Снуб Поллард — співробітник
- Бібі Данієлс — співробітник
- Джин Марш — клієнт